# 让-皮埃尔·帕潘
让-皮埃尔·帕潘（Jean-Pierre Papin，1963年11月5日— ）出生于滨海布洛涅，是法国足球运动员，被國際足協評選為FIFA 100成員。

## 球員生涯
帕潘在球員時代效力過多家球會，依先後為布鲁日、马赛、AC米兰、拜仁慕尼黑和波尔多。在馬賽時代他已獨當一面，不但助馬賽連贏四屆法甲冠軍，還連續五年成為法甲聯賽神射手。
1992年他投效意甲班霸AC米蘭，并穿上了象徵著AC米蘭傳統射手的9號球衣，開始了他職業生涯的巔峰時期，效力期間除贏得兩屆意甲聯賽冠軍外，獲得了1994年歐洲聯賽冠軍杯。兩年後轉赴德甲的拜仁慕尼黑，贏得了歐洲足協杯。隨著年事已高，柏賓於1996返回法國效力波爾多，之後投效乙組的甘岡。
柏賓早在1984年已代表法國隊出賽，贏得奧運金牌，其後为法國國家隊出场54次，取得30個入球。1991年，他被《法國足球》雜誌選為歐洲足球先生（金球獎）。

## 領隊生涯
相比球員生涯，退役後柏賓只是偶爾執掌法國一些低組別球會。在2006年5月，柏賓接掌當時篤定降落乙組作賽的斯特拉斯堡。2007年斯特拉斯堡成功升上甲組, 但隨後由於內部意見分歧, 柏賓決定與斯特拉斯堡解約。8月26日，法甲球會朗斯在聯賽開季連敗四場後，主教練居伊·鲁（Guy Roux）宣佈辭職，球會隨即宣佈由柏賓執教至本賽季結束。

## 榮譽
錦標
- 歐洲聯賽冠軍杯: 1994
- 歐洲足協杯: 1996
- 法甲聯賽冠軍: 1989, 1990, 1991, 1992
- 法國杯: 1989
- 意甲聯賽: 1993, 1994
- 洛杉磯奧運金牌: 1984

個人
- 法甲聯賽神射手: 1988, 1989, 1990, 1991, 1992
- 法國足球先生: 1989, 1991
- 歐洲足球先生: 1991

1. ↑   [Company SCI Laura in Arcachon (33120)]. Figaro Entreprises. 4 December 2020  [3 January 2021]. （原始内容存档于2023-03-14） （法语）.
. BFM Business. NextInteractive.   [3 January 2021]. （原始内容存档于2021-01-03） （法语）.